# David Rudisha
David Lekuta Rudisha (Kilgoris, 17 dicembre 1988) è un mezzofondista keniota, specializzato negli 800 metri piani.
È il detentore del record mondiale degli 800 m piani, stabilito a Londra il 9 agosto 2012 con il tempo di 1'40"91. Il record precedente era stato stabilito a Rieti il 29 agosto 2010 con il tempo di 1'41"01, otto centesimi meno di quello fatto segnare a Berlino la settimana precedente.

## Biografia
È figlio di Daniel Rudisha, medaglia d'argento con la staffetta 4×400 metri ai Giochi olimpici di Città del Messico 1968.

### 2006-2008: gli esordi
David Rudisha esordisce per la prima volta in ambito internazionale ai Campionati mondiali juniores 2006 di Pechino, nella specialità degli 800 metri piani; dopo aver vinto batteria e semifinale rispettivamente con 1'49"12 e 1'47"24, il 26 agosto vince la finale in 1'47"40, precedendo di 24 centesimi di secondo il connazionale Jackson Kivuva e di 39 l'ugandese Abraham Chepkirwok.
L'11 maggio 2007 fa la sua prima apparizione da seniores con un discreto sesto posto al meeting di Doha, con il tempo di 1'45"63 in una gara vinta dal connazionale Wilfred Bungei con 1'44"14, la stagione prosegue con una serie di vittorie all'Athletissima di Losanna (1'45"82), al Weltklasse di Zurigo (1'45"51) e al Memorial Van Damme di Bruxelles (1'44"15) in cui segna il suo primato personale che a soli 19 anni lo posiziona al nono posto del ranking mondiale stagionale. Nello stesso anno vince i Campionati africani juniores a Ouagadougou, in Burkina Faso, con 1'46"41, davanti al connazionale Leonard Kiplagat (1'47"95) e all'algerino Nadim Mansour (1'48"20).
Comincia la stagione 2008 ancora al meeting di Doha, stavolta vincendo in 1'44"36; successivamente prende parte ai Campionati africani di Addis Abeba (Etiopia), vincendo le batterie in 1'52"93, la semifinale in 1'48"82 e infine la finale in 1'44"20, davanti al sudanese Ismail Ahmed Ismail (1'45"41) e al connazionale Asbel Kiprop (1'46"02). Il 6 giugno al meeting di Oslo segna il suo primato personale con 1'43"72, dietro al sudanese Abubaker Kaki che con 1'42"69 fa registrare il primato stagionale assoluto; a fine stagione Rudisha risulterà settimo nella classifica dei migliori tempi stagionali sugli 800 m.

### 2009: i mondiali di Berlino e il record africano
Il 2009 comincia bene per Rudisha che si dimostra in buone condizioni: al meeting di Doha arriva quarto con 1'44"78, mentre al meeting di Hengelo finisce terzo dietro ad Abubaker Kaki (1'43"10) e al marocchino Amine Laâlou (1'43"36) segnando però stavolta il suo primato personale in 1'43"53; al Golden Spike di Ostrava vince in 1'44"09.
Ai Campionati mondiali di Berlino, nonostante si presenti come uno dei migliori atleti dell'anno, non riesce ad arrivare in finale: dopo aver passato facilmente le batterie vincendo in 1'47"83, in semifinale non arriva tra i primi due, chiudendo terzo con 1'45"40, dietro di soli 7 centesimi al cubano Yeimer López, secondo dopo il marocchino Amine Laâlou. La finale è vinta dal sudafricano Mbulaeni Mulaudzi con 1'45"29.
Cinque giorni dopo la conclusione dei Campionati mondiali si riscatta al Weltklasse di Zurigo migliorando di un centesimo di secondo il proprio primato personale e battendo il campione mondiale Mbulaeni Mulaudzi di 51 centesimi, mentre il 4 settembre vince al Memorial Van Damme con un più modesto 1'45"80. Esattamente due giorni dopo gareggia per la prima volta sulla veloce pista di Rieti, in Italia, correndo il fantastico tempo di 1'42"01 e battendo il primato africano di 1'42"28 di Sammy Koskei, risalente al 1984, diventando, a soli 20 anni e 9 mesi, il quarto miglior ottocentista della storia, dietro a Wilson Kipketer (1'41"11), Sebastian Coe (1'41"73) e Joaquim Cruz (1'41"77). La gara è molto veloce e caratterizzata anche dai primi tre tempi sotto il minuto e 43 secondi, comprendendo anche Alfred Kirwa Yego, secondo in 1'42"67 e Mbulaeni Mulaudzi, terzo in 1'42"86. Il meeting tra l'altro, riesce a far stampare ben sei primati personali stagionali, di cui, oltre ai sopracitati, anche l'olandese Bram Som, quarto con 1'43"59, il bahreinita Yusuf Saad Kamel, quinto con 1'44"83 e l'australiano Ryan Gregson, quinto in un'altra finale con 1'47"38.
Il 12 settembre corre la sua ultima gara alla World Athletics Final vincendo in 1'44"85 (record dell'evento), con un passaggio ai 400 m in 53 secondi, davanti al canadese Gary Reed (1'45"23) e nuovamente al campione mondiale Mbulaeni Mulaudzi (1'45"53). Dimostra così ancora una volta, nonostante la sfortunata edizione dei Campionati mondiali, di essere il migliore atleta della stagione 2009.

### 2010: doppio record mondiale
Nel 2010 vengono istituiti i circuiti del World Challenge e della Diamond League. Rudisha prende parte a 4 meeting del primo e 4 del secondo, vincendoli tutti. Già il 4 marzo si presenta in ottime condizioni correndo in 1'43"15 al Melbourne Track Classic in Australia, per poi migliorarsi a maggio, al meeting di Doha, correndo in un minuto e 43 secondi netti.

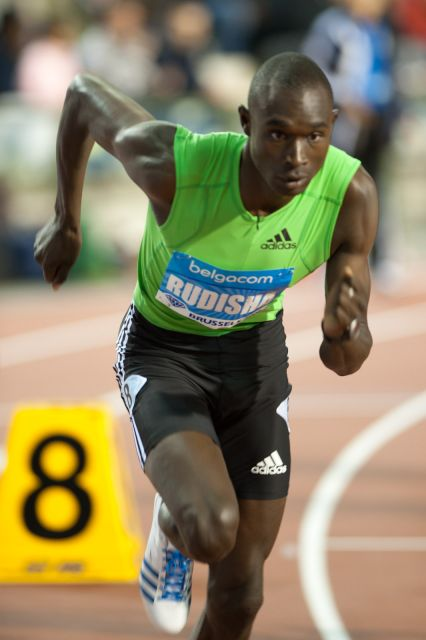
David Rudisha al Memorial Van Damme 2010

La stagione prosegue con risultati di enorme rilievo, come l'1'42"04 ai Bislett Games di Oslo, in cui Rudisha sfiora il proprio primato personale di 3 centesimi di secondo e l'1'43"25 al meeting di Losanna. Due giorni dopo Losanna prende parte a un meeting di minore importanza a Heusden-Zolder, in Belgio, migliorando il proprio primato in 1'41"51, a 40 centesimi dal record mondiale di Wilson Kipketer, diventando il secondo atleta più veloce della storia e segnando la miglior prestazione di sempre per un atleta under 23. Il 30 luglio vince i campionati africani a Nairobi con 1'42"84, davanti ad Alfred Kirwa Yego (1'44"85) e a Jackson Kivuva (1'45"47).
Il 22 agosto, all'ISTAF di Berlino, all'età di soli 21 anni e 8 mesi, riesce nell'impresa di battere il primato mondiale di Wilson Kipketer risalente al 24 agosto 1997; con un passaggio ai 400 m della lepre Sammy Tangui a 48"65 (il passaggio di Rudisha è stimato intorno ai 50 secondi) ed ai 600 metri in 1'14"54, chiude la gara in 1'41"09, con un distacco di oltre 3 secondi sul secondo classificato, migliorando così di 2 centesimi il precedente record e diventando il più veloce atleta in assoluto sulla distanza. Cinque giorni dopo, al Memorial Van Damme corre un più modesto 1'43"50, vincendo il circuito della Diamond League con un totale di 20 punti, davanti al sudanese Abubaker Kaki (10 punti) e al polacco Marcin Lewandowski (5 punti).
Come l'anno precedente partecipa al meeting di Rieti, con l'intento di fare qualcosa di buono anche stavolta, tuttavia con una certa preoccupazione del direttore del meeting Sandro Giovannelli, credendolo appagato dal record mondiale stabilito a Berlino. Anche questa volta Rudisha non delude: grazie ancora alla lepre Sammy Tangui che corre in 48"20 i primi 400 m (45 centesimi meglio di Berlino) chiude la gara con 1'41"01, battendo il record mondiale soltanto una settimana dopo il precedente primato e sfiorando la storica barriera dei 100 secondi. La seconda lepre Jackson Kivuva avrebbe dovuto accompagnarlo fino ai 600 metri, tuttavia si ritira verso i 500 m, dal momento che il keniota riesce a passare ai 200 m dal traguardo in 1'14"59, appena 5 centesimi sopra il passaggio di Berlino. Ancora una volta la gara è molto veloce, con altri risultati di rilievo, come l'1'42"95 del connazionale Boaz Kiplagat Lalang e l'1'43"76 dello statunitense Nick Symmonds, con i primi 6 tempi (quindi quelli di tutti i concorrenti escluse le lepri) sotto il minuto e 45 secondi. Il precedente primatista Wilson Kipketer riuscì a migliorare il primato mondiale (da 1'41"24 a 1'41"11) in 11 giorni mentre a Rudisha gliene sono bastati 8.
Il 5 settembre partecipa alla coppa continentale, in rappresentanza dell'Africa, vincendo in 1'43"37 (nuovo record della manifestazione, con passaggio ai 400 metri in 50"84), davanti al polacco Marcin Lewandowski e al bahreinita Belal Mansoor Ali.
A fine anno viene eletto atleta mondiale dell'anno insieme alla saltatrice in alto croata Blanka Vlašić, battendo in questa occasione un altro record: quello del più giovane atleta a ricevere questo titolo, a soli 21 anni e 338 giorni.

### 2011: l'oro ai Mondiali di Taegu
L'inizio della stagione 2011 si presenta con qualche problema fisico per Rudisha; dopo aver vinto in 1'43"88 il Melbourne Track Classic in Australia, è costretto a saltare il Grand Prix di Doha, in programma il 6 maggio a causa di un leggero infortunio al piede, rinviando la sua seguente gara al Golden Gala di Roma, in programma il 26 maggio. Tuttavia è poi costretto a saltare anche questa tappa, compreso il Golden Spike di Ostrava, non essendosi ancora ripreso completamente e ritenendo di aver bisogno ancora di circa una settimana in più per tornare a gareggiare.
Torna alle gare il 26 giugno a Tomblaine in Francia, battendo il primato stagionale di 1'43"68 appartenente ad Abubaker Kaki, migliorandolo di 22 centesimi di secondo; in vista dei Campionati mondiali di Taegu registra un'altra serie di vittorie: all'Athletissima di Losanna vince in 1'44"15, in seguito partecipa all'Herculis di Monaco, migliorando ulteriormente il record stagionale con 1'42"61, mentre al London Grand Prix chiude in 1'42"91. Il 16 luglio a Nairobi, nel suo paese, conquista il pass per Taegu, vincendo i campionati nazionali in 1'43"76.

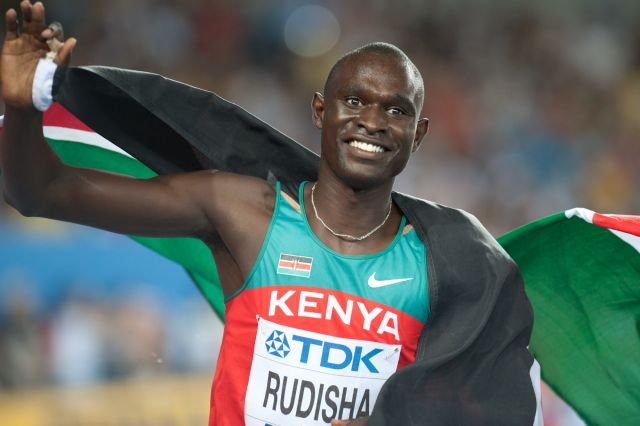
David Rudisha festeggia l'oro conquistato ai Mondiali di

Si presenta ai Mondiali di Taegu in buona forma, nonostante una stagione non all'altezza della precedente, ponendosi come obiettivo la medaglia d'oro che gli manca, non il record. Il 27 agosto passa tranquillamente le batterie in 1'46"29, mentre il giorno dopo riesce a non distrarsi nella semifinale, riuscendo stavolta a passare in 1'44"20, qualificandosi insieme al polacco Adam Kszczot (1'44"81). Il 30 agosto si disputa la finale, che vede trionfare il keniota che, primo ai 400 m in 51"33, tiene il vantaggio fino alla fine, vincendo in 1'43"91, davanti al sudanese Abubaker Kaki (1'44"41) e al russo Jurij Borzakovskij (1'44"49). Rudisha riesce così a raggiungere l'obiettivo dell'oro mondiale, proprio ciò che mancava al suo curriculum di atleta.
Archiviati i mondiali Rudisha pensa a battere il record mondiale, ancora una volta allo stadio Raul Guidobaldi di Rieti, con l'intento di infrangere la barriera dei 100 secondi; ci pensa nuovamente la lepre Sammy Tangui a tirarlo nei primi metri con una velocissima partenza: 23"90 i primi 200 m e 48"30 ai 400 m. A 600 metri Rudisha registra il tempo di 1'14"28, addirittura 31 centesimi meglio di quanto fatto l'anno precedente sulla stessa pista, ma stavolta non riesce a mantenere il ritmo e chiude in 1'41"33, percorrendo quindi gli ultimi 200 metri in 27"06.
Nonostante il record mancato di 31 centesimi, il tempo rappresenta la quinta miglior prestazione della storia, dopo i suoi primati mondiali di 1'41"01 e 1'41"09 e dopo i precedenti record di Wilson Kipketer di 1'41"11 e 1'41"24; Rudisha non si dichiara sconfitto, pensando di poter compiere l'impresa mancata sempre sul territorio italiano, alla Notturna di Milano. Nella gara viene comunque registrato un record: quello degli 800 m piani categoria allievi, registrato dal diciassettenne etiope Mohammed Aman che batte l'1'44"08 del keniota Leonard Kirwa Kosencha, fatto qualche mese prima a Lilla. Il tempo rappresenta anche il secondo miglior risultato di sempre al mondo nella categoria juniores, dopo l'1'42"69 di Abubaker Kaki.
A Bruxelles si limita a vincere la Diamond League, con 1'43"96 davanti all'etiope Mohammed Aman (1'44"29) e al connazionale Asbel Kiprop (1'44"46), guadagnandosi ancora una volta la prima posizione con 16 punti in totale, davanti ad Asbel Kiprop (8 punti) e ad Alfred Kirwa Yego (5 punti).
A Milano tuttavia, la gara non va secondo i suoi piani: una pioggia torrenziale allaga la pista, ponendo già un disincentivo al record mondiale e in più stavolta Rudisha non riesce a tenere il vantaggio nel finale e si vede sorpassare dal giovanissimo Mohammed Aman che vince in 1'43"50, appena di 7 centesimi davanti al campione mondiale, che subisce la prima sconfitta dal 2009.

### 2012: l'oro olimpico e il nuovo record mondiale
Come di consueto, a marzo Rudisha comincia la sua stagione a Melbourne, dove segna un ottimo 1'44"33, per poi riconfermarsi a Doha due mesi dopo con 1'43"15. Il grande risultato arriva a New York, dove riesce addirittura a scendere sotto il minuto e 42 secondi, con 1'41"74, precedendo di oltre 2 secondi il secondo classificato Alfred Kirwa Yego (1'44"49), battendo sia il record del meeting che il primato stagionale.

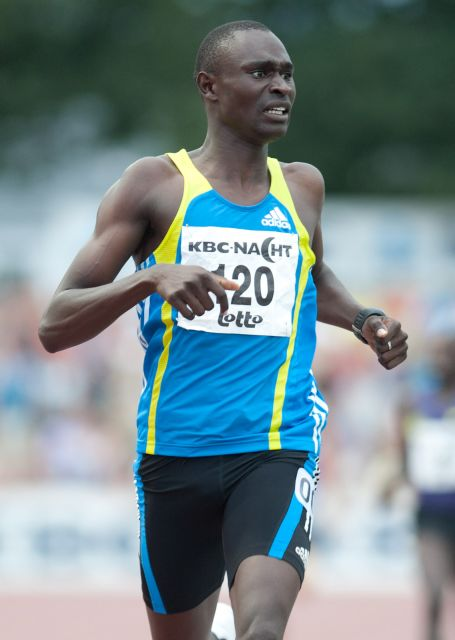
David Rudisha a Heusden-Zolder nel 2011

In un'intervista afferma che a Londra gli piacerebbe sfidare il velocista Usain Bolt nella staffetta 4×400 metri, sostenendo che: «Sarebbe bello veder correre uno contro l'altro due detentori di record mondiali.».
Il 23 giugno ai trials keniani si qualifica per i Giochi olimpici di Londra 2012 vincendo in 1'42"12 in altitudine, secondo miglior risultato stagionale. Il 6 giugno al meeting Areva a Saint-Denis (Francia), manca di mezzo secondo il suo record mondiale con una gara da 1'41"54, realizzando comunque il miglior risultato stagionale.
Si presenta così a Londra da favorito, con l'obiettivo di vincere l'unico titolo che gli manca: quello dei Giochi olimpici; le batterie e la semifinale le passa tranquillamente con 1'45"90 e 1'44"35, secondo miglior tempo delle semifinali dopo l'1'44"34 di Mohammed Aman.
Il 9 agosto vince la finale degli 800 m piani siglando anche il record mondiale con il tempo di 1'40"91, diventando di fatto il primo atleta a scendere sotto il muro degli 1'41"00. Il record è impreziosito anche dal fatto che Rudisha ha corso due turni nei giorni precedenti e in assenza di lepri (presenti invece ai meeting); nonostante tutto il keniota è partito fortissimo, con un passaggio ai 400 m di 49"28 e ai 600 m di 1'14"30, per tenere il vantaggio fino alla fine e vincere la sua prima medaglia d'oro olimpica. Era dal 1976 che non veniva battuto un record mondiale su questa distanza in un'Olimpiade, quando Alberto Juantorena a Montréal vinse in 1'43"50.
Oltre al suo record, in gara vengono segnati da tutti gli atleti dei tempi eccezionali, che avrebbero valso l'oro l'anno precedente ai Mondiali (l'ottavo classificato Andrew Osagie chiude in 1'43"77 quando a Taegu Rudisha vinse con 1'43"91). Il podio si completa con i giovanissimi Nijel Amos (18 anni), secondo per il Botswana con 1'41"73, e Timothy Kitum (17 anni), terzo per il Kenya con 1'42"53 con entrambi che riescono ad andare sotto il precedente primato della categoria juniores appartenente ad Abubaker Kaki (settimo in gara con 1'43"32) di 1'42"69. Il podio è così il più giovane della storia, dal 1896 a oggi.
Il tempo di Nijel Amos eguaglia anche l'ex-primato mondiale di Sebastian Coe (e in seguito anche di Wilson Kipketer) dal 1981 al 1997. In gara si registrano così i primati delle categorie seniores e juniores, 2 record nazionali e 7 primati personali (l'unico che non si migliora è Abubaker Kaki che riesce a fare "solo" il personale stagionale) con i primi 5 tempi sotto il minuto e 43 secondi (comprendendo anche Duane Solomon e Nick Symmonds con 1'42"82 e 1'42"95) e tutti gli otto tempi sotto il minuto e 44 secondi; la gara viene così considerata la più grande finale di tutti i tempi.
L'obiettivo di partecipare alla staffetta 4×400 m viene meno a causa della squalifica della squadra keniota nelle batterie, dovuta a uno scontro tra il corridore keniota Vincent Kiilu e quello sudafricano Ofentse Mogawane, che inciampando non riesce a passare il testimone all'ultimo frazionista Oscar Pistorius. In seguito a questo incidente il team sudafricano non concluderà la gara, ma verrà comunque ammesso in finale.
Il 30 agosto si conclude la Diamond League a Zurigo ed anche questa volta Rudisha si pone l'obiettivo del primato mondiale, volendolo portare a 1'40"50, avvantaggiato dal fatto di non avere nelle gambe i turni delle batterie come ai Giochi olimpici; ma come l'anno precedente la gara viene danneggiata dalla pioggia e ancora una volta Rudisha deve soccombere a Mohammed Aman, il sesto classificato della finale di Londra, che riesce a superarlo nel finale e batterlo con il tempo di 1'42"53, mentre il campione olimpico deve accontentarsi del secondo posto con 1'42"81. Questa sconfitta gli costerà anche la perdita del circuito: il giovane etiope guadagna 8 punti in più rispetto a Rudisha che ne prende 4; con un totale di 14 punti riesce a sorpassarlo di 2 e a vincere la Diamond League.

## Record mondiali
Seniores
- 800 metri piani: 1'40"91 ( Londra, 9 agosto 2012)

## Progressione

### 400 metri piani
| Stagione | Tempo | Luogo  | Data      | Rank. Mond. |
| -------- | ----- | ------ | --------- | ----------- |
| 2012     | 45"82 | Sydney | 18-2-2012 | 107º        |
| 2010     | 45"50 | Sydney | 27-2-2010 | 51º         |

### 800 metri piani
| Stagione | Tempo   | Luogo          | Data      | Rank. Mond. |
| -------- | ------- | -------------- | --------- | ----------- |
| 2017     | 1'44"90 | Kingston       | 10-6-2017 | 23º         |
| 2016     | 1'42"15 | Rio de Janeiro | 15-8-2016 | 1º          |
| 2015     | 1'43"58 | New York       | 13-6-2015 | 8º          |
| 2014     | 1'42"98 | Monaco         | 18-7-2014 | 5º          |
| 2013     | 1'43"87 | Doha           | 10-5-2013 | 9º          |
| 2012     | 1'40"91 | Londra         | 9-8-2012  | 1º          |
| 2011     | 1'41"33 | Rieti          | 10-9-2011 | 1º          |
| 2010     | 1'41"01 | Rieti          | 29-8-2010 | 1º          |
| 2009     | 1'42"01 | Rieti          | 6-9-2009  | 1º          |
| 2008     | 1'43"72 | Oslo           | 6-6-2008  | 7º          |
| 2007     | 1'44"15 | Bruxelles      | 14-9-2007 | 9º          |
| 2006     | 1'47"24 | Pechino        | 16-8-2006 | 120º        |

## Palmarès
| Anno | Manifestazione               | Sede           | Evento      | Risultato  | Prestazione | Note                                     |
| ---- | ---------------------------- | -------------- | ----------- | ---------- | ----------- | ---------------------------------------- |
| 2006 | Mondiali juniores            | Pechino        | 800 m piani | Oro        | 1'47"40     |                                          |
| 2006 | Mondiali juniores            | Pechino        | 4×400 m     | 4º         | 3'05"54     |                                          |
| 2007 | Campionati africani juniores | Ouagadougou    | 800 m piani | Oro        | 1'46"41     |                                          |
| 2008 | Campionati africani          | Addis Abeba    | 800 m piani | Oro        | 1'44"20     |                                          |
| 2009 | Mondiali                     | Berlino        | 800 m piani | Semifinale | 1'45"40     |                                          |
| 2010 | Campionati africani          | Nairobi        | 800 m piani | Oro        | 1'42"84     | Record dei campionati                    |
| 2011 | Mondiali                     | Taegu          | 800 m piani | Oro        | 1'43"91     |                                          |
| 2012 | Giochi olimpici              | Londra         | 800 m piani | Oro        | 1'40"91     | Record mondiale                          |
| 2014 | Giochi del Commonwealth      | Glasgow        | 800 m piani | Argento    | 1'45"48     |                                          |
| 2015 | Mondiali                     | Pechino        | 800 m piani | Oro        | 1'45"84     |                                          |
| 2016 | Giochi olimpici              | Rio de Janeiro | 800 m piani | Oro        | 1'42"15     | Miglior prestazione personale stagionale |

## Campionati nazionali
2009
- Oro ai campionati kenioti, 800 m piani - 1'47"1 m

2010
- Oro ai campionati kenioti, 800 m piani - 1'44"23

2011
- Oro ai campionati kenioti, 800 m piani - 1'43"76

## Altre competizioni internazionali
2009
- Oro alla World Athletics Final ( Salonicco), 800 m piani - 1'44"85

2010
- Oro in Coppa continentale ( Spalato), 800 m piani - 1'43"37
- Vincitore della Diamond League nella specialità degli 800 m piani (20 punti)
- Oro al Rieti Meeting ( Rieti), 800 m piani - 1'41"01
- Oro all'ISTAF Berlin ( Berlino), 800 m piani - 1'41"09

2011
- Vincitore della Diamond League nella specialità degli 800 m piani (16 punti)
- Oro all'Herculis ( Monaco), 800 m piani - 1'42"61
- Oro ai London Anniversary Games ( Londra), 800 m piani - 1'42"91
- Oro al Memorial Van Damme ( Bruxelles), 800 m piani - 1'43"96
- Oro all'Athletissima ( Losanna), 800 m piani - 1'44"15

2012
- Oro al Meeting de Paris ( Parigi), 800 m piani - 1'41"54
- Oro all'USATF New York City Grand Prix ( New York), 800 m piani - 1'41"74

## Riconoscimenti
- Atleta mondiale dell'anno (2010)